# Eurofest 2008
La quinta edizione di Eurofest è stata organizzata dall'emittente radiotelevisiva bielorussa BTRC per selezionare il rappresentante nazionale all'Eurovision Song Contest 2008 a Belgrado.
Il vincitore è stato Ruslan Alechna con Hasta la vista.

## Organizzazione
Dopo il debutto nel 2004, l'emittente bielorussa Belaruskaja Tele-Radio Campanija (BTRC) ha confermato la partecipazione all'Eurovision 2008 confermando successivamente l'organizzazione di una selezione nazionale per selezionare il suo rappresentante televisivo.
Il festival è stato articolato in una semifinale da 15 partecipanti e una finale, alla quale si sono qualificati 4 artisti per la finale. Uno dei finalisti è stato decretato televoto, mentre gli altri tre sono stati selezionati da una giuria. Mentre nella finale una giuria di qualità ha determinato il vincitore.

## Partecipanti
BTRC ha aperto la possibilità di inviare proposte per la competizione, le canzoni potevano essere eseguite in qualsiasi lingua. Delle canzoni ricevute una giuria ha selezionato i 15 finalisti per la semifinale televisiva del 15 dicembre 2006.
| Artista                      | Titolo                     | Lingua     | Compositori                                     |
| ---------------------------- | -------------------------- | ---------- | ----------------------------------------------- |
| Ana Šarkunova & Herman Citoŭ | My bud' pervye             | Russo      | Maks Alejnikaŭ, Uladzimir Kubyškin              |
| Dali                         | Silver Sky                 | Inglese    | Viktar Rudėnka                                  |
| Gunesh                       | I Can't Live Without You   | Inglese    | Gunesh Abasava, Maryna Chajtbaeva, Hleb Haluška |
| Julija Huseva                | Maybe                      | Inglese    | Aljaksandr Mel'nikaŭ                            |
| Katrin                       | Follow Me                  | Inglese    | Andrėj Kascjuhoŭ, Katrin                        |
| Lena Valošyna                | That's All I Fell          | Inglese    | Andrėj Kascjuhoŭ, Leanid Šyryn                  |
| Litesound                    | Do You Believe             | Inglese    | Dmitrij Karjakin, Uladzmir Karjakin             |
| Oksana Kovalevskaja          | Vsegda odna                | Russo      | Oksana Kovalevskaja                             |
| Palats                       | Kola mylna                 | Bielorusso | Aleh Chamenka                                   |
| PinCode                      | You Can                    | Inglese    | Vital' Masal'ski, Nina Bahdanava                |
| Po Glazam                    | Devočka trëchtysačnych let | Russo      | Stasi Žylikavaj                                 |
| Ruslan Alechna               | Hasta la vista             | Inglese    | Ėleonora Mel'nik, Taras Dzjamčuk                |
| Scandal                      | Everybody                  | Inglese    | Iōannīs Xinakīs, Andrėj Kascjuhoŭ               |
| The Champions                | Drive Me Crazy             | Inglese    | Olisa Ėmeka Arakposim, Vjačaslaŭ Lyščyk         |
| Viktar Pšaničny              | Baby Blue                  | Inglese    | Aljaksej Nabeev                                 |

## Semifinale
La semifinale si è tenuta il 21 dicembre 2007 presso il Palazzo dello Sport di Minsk, condotta da Dzjanis Kur'jan e Vera Paljakova. Durante la semifinale il televoto ha selezionato un artista da far accedere in finale, mentre una giuria di qualità ne ha selezionati altri tre.
     Qualificato del televoto
     Qualificato della giuria
| #  | Artista                      | Titolo                     | Punteggio | Posizione |
| -- | ---------------------------- | -------------------------- | --------- | --------- |
| 1  | The Champions                | Drive Me Crazy             | 486       | 12        |
| 2  | Lena Valošyna                | That's All I Fell          | 858       | 8         |
| 3  | Julija Huseva                | Maybe                      | 758       | 9         |
| 4  | Ana Šarkunova & Herman Citoŭ | My bud' pervye             | 991       | 7         |
| 5  | Ruslan Alechna               | Hasta la vista             | 6.089     | 1         |
| 6  | Oksana Kovalevskaja          | Vsegda odna                | 271       | 15        |
| 7  | PinCode                      | You Can                    | 1.075     | 6         |
| 8  | Viktar Pšaničny              | Baby Blue                  | 338       | 14        |
| 9  | Gunesh                       | I Can't Live Without You   | 2.317     | 4         |
| 10 | Scandal                      | Everybody                  | 1.689     | 5         |
| 11 | Po Glazam                    | Devočka trëchtysačnych let | 420       | 13        |
| 12 | Palats                       | Kola mylna                 | 2.438     | 3         |
| 13 | Dali                         | Silver Sky                 | 679       | 10        |
| 14 | Katrin                       | Follow Me                  | 663       | 11        |
| 15 | Litesound                    | Do You Believe             | 3.967     | 2         |

## Finale
La finale si è tenuta il 21 gennaio 2008 presso il Palazzo dello Sport di Minsk, condotta da Denis Kur'jan e Vera Poliakova, dove una giuria di qualità ha valutato i finalisti.
Prima della finale, ad ogni artista è stata offerta l'opportunità di cambiare il proprio brano in gara, tuttavia ogni finalista si è esibito con il brano già presentato durante la semifinale.
La giuria ha dichiarato Ruslan Alechna vincitore della selezione.
| # | Artista        | Titolo                     |
| - | -------------- | -------------------------- |
| 1 | Ruslan Alechna | Hasta la vista             |
| 2 | Litesound      | Do You Believe             |
| 3 | Gunesh         | I Can't Live Without You   |
| 4 | Po Glazam      | Devočka trëchtysačnych let |

## All'Eurovision Song Contest

### Verso l'evento
Dopo l'introduzione della semifinale televisiva nel 2004, a partire dall'edizione 2008 viene introdotta una seconda semifinale per accogliere un ulteriore afflusso di nazioni che vogliono competere al concorso. Poiché non fa né parte dei Big Four, né si tratta dello Stato organizzatore (Serbia), la Bielorussia ha dovuto competere in una delle semifinali del concorso.
Il 31 gennaio 2017 si è tenuto il sorteggio che ha determinato la composizione delle due semifinali, dove è stato determinato che la Bielorussia si sarebbe esibita nella seconda metà della seconda semifinale.
Con la decisione dell'ordine di esibizione delle semifinali, la nazione è stata posta al 9º posto, dopo della ceca Tereza Kerndlová e prima dei lettoni Pirates of the Sea.

### Performance
Le prove generali si sono tenute il 15 maggio, seguite dalle prove costume il 17 maggio, includendo l'esibizione per le giurie del 19 maggio, dove le varie giurie nazionali hanno visto e votato i partecipanti della semifinale.
La Bielorussia si è esibita 9ª nella prima semifinale, classificandosi 17ª con 26 punti, non riuscendo a qualificarsi per la serata finale.

### Commentatori
L'evento è stato trasmesso, sui canali televisivi Belarus-1, con il commento di Dzjanis Kur'jan e Aljaksandr Cichanovič.
La portavoce dei voti della giuria in finale è stata Vol'ha Barabanščikava.

### Voto

#### Punti assegnati alla Bielorussia
| 12         | 10        | 8 | 7       | 6          |
| ---------- | --------- | - | ------- | ---------- |
|            | - Ucraina |   |         | - Lituania |
| 5          | 4         | 3 | 2       | 1          |
| - Lettonia | - Georgia |   | - Cipro |            |

#### Punti assegnati dalla Bielorussia
| Punti | Stato      |
| ----- | ---------- |
| 12    | Ucraina    |
| 10    | Georgia    |
| 8     | Portogallo |
| 7     | Croazia    |
| 6     | Lettonia   |
| 5     | Albania    |
| 4     | Danimarca  |
| 3     | Turchia    |
| 2     | Bulgaria   |
| 1     | Islanda    |

| Punti | Stato       |
| ----- | ----------- |
| 12    | Russia      |
| 10    | Ucraina     |
| 8     | Azerbaigian |
| 7     | Armenia     |
| 6     | Georgia     |
| 5     | Norvegia    |
| 4     | Israele     |
| 3     | Turchia     |
| 2     | Grecia      |
| 1     | Serbia      |